# Guda van Valkenburg
Guda van Valkenburg (11e eeuw - Luik, 30 juni 1125) was een adellijke vrouw in de Nederlanden, die door haar afkomst en huwelijken een belangrijke rol speelde in de ontstaansgeschiedenis van het land van Valkenburg en het Huis Valkenburg-Heinsberg.

## Afstamming

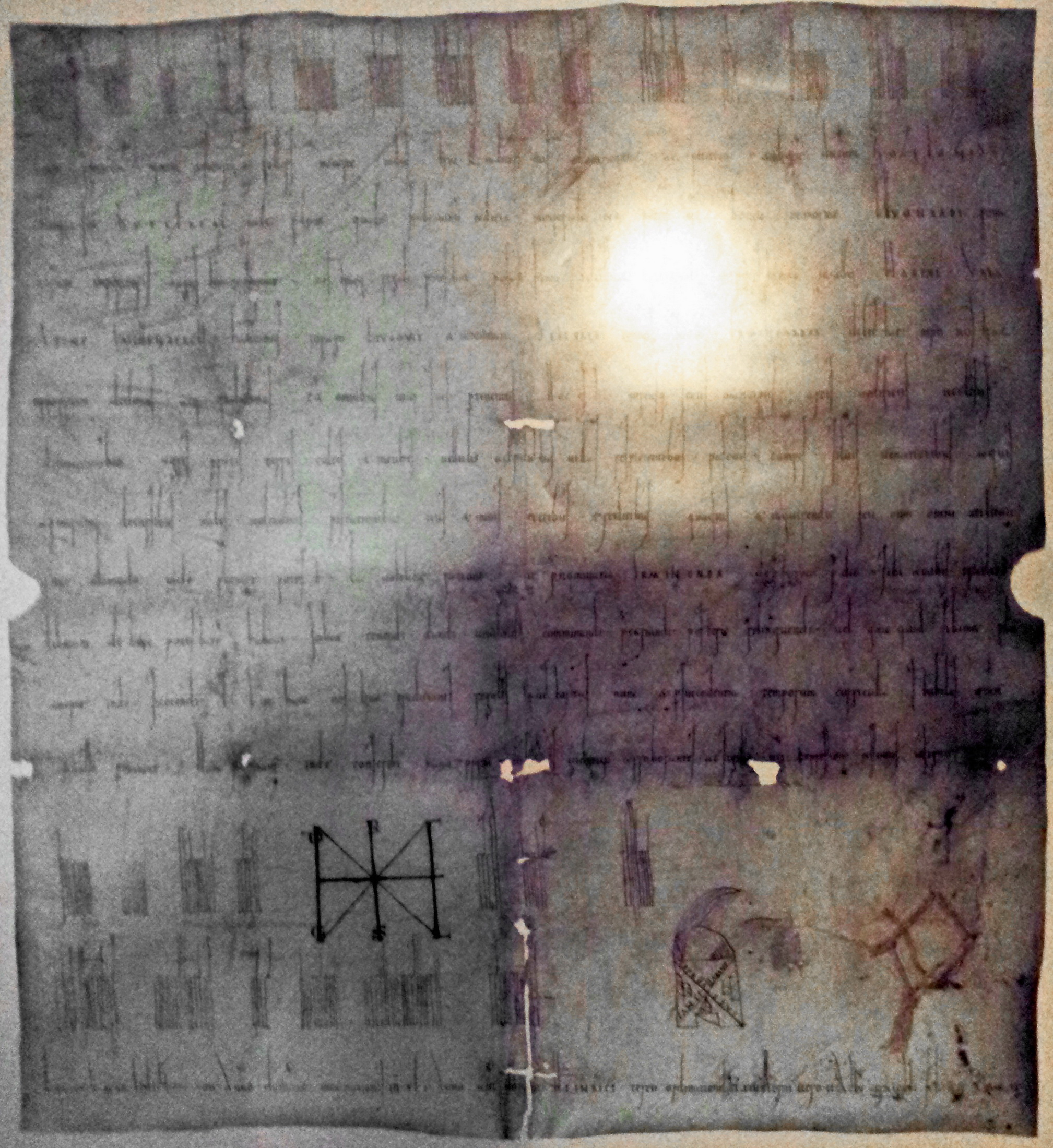
Kopie van de schenkingsakte van keizer Hendrik III uit 1041

Over de afstamming van Guda van Valkenburg kan weinig met zekerheid gezegd worden. Lange tijd werd aangenomen dat zij een dochter of kleindochter was van Irmgard van Aspel en Rees, die op haar beurt identiek zou zijn met de legendarische heilige Irmgard van Suchtelen. Deze Irmgard zou dan de nicht van de Duitse koning Hendrik III zijn, die in 1041 door de keizer werd begiftigd met een aantal bezittingen in de Luikgouw, waaronder de plaats Falchenberch (Oud-Valkenburg). De in Maastricht opgemaakte schenkingsoorkonde draagt de datum 15 februari 1041 en is bewaard gebleven in het staatsarchief van Noordrijn-Westfalen in Düsseldorf.
Tegenwoordig wordt aangenomen dat deze "Ermengardis", de nicht van de Duitse keizer in de akte van 1041, ofwel Ermgard van Verdun (ca. 980 - 1042), ofwel Irmentrud van Zutphen (1020/23 - 1083/93) betreft. De eerste was een dochter van Godfried van Verdun en Mathilde van Saksen. Vóór haar pleit dat zij inderdaad een nicht van de Duitse keizer was en dat zij tevens de zus was van Gozelo van Verdun, hertog van Neder- en Opper-Lotharingen, op wiens voordracht de keizerlijke schenking van 1041 plaatsvindt. Tegen haar pleit dat zij al vrij oud was ten tijde van de schenking.
De tweede, Irmentrud van Zutphen, was vermoedelijk een kleindochter van de eerste. Haar ouders waren Liudolf van Brauweiler (een Liudolfinger) en Mathilde van Zutphen (die volgens sommige bronnen de dochter van Otto van Hammerstein en Ermgard van Verdun zou zijn geweest). In deze visie zou Irmentrud Valkenburg (en andere bezittingen) in 1041 rechtstreeks van de keizer hebben ontvangen. Volgens de eerdergenoemde visie, ontving ze deze bezittingen op zijn vroegst in 1042, na de dood van Ermgard. Irmentrud wordt echter pas in een tweetal aktes uit 1075 als vrouwe van Valkenburg aangemerkt.

## Biografische schets

### Geboorte
Irmentrud van Zutphen huwde Rupert I van Opper-Lahngouw vóór 1050. Ze kreeg met hem zes kinderen, waaronder Irmgard van Suchtelen en Guda van Valkenburg. Guda's vader Rupert kan gezien worden als de eerste heer van Valkenburg, hoewel hij deze bezitting verwierf via zijn vrouw. Hij overleed vóór 1056. Van een tweede huwelijk van Irmentrud is niets bekend. Guda van Valkenburg is dus uiterlijk in 1056 geboren. Na de dood van Irmentrud in 1083 of 1093, erfde Guda onder andere Valkenburg.

### Huwelijken
Guda was tweemaal gehuwd. Haar eerste echtgenoot was Siegfried II van Walbeck (? - na 1087), graaf van Noord-Thüringengouw en Derlingouw. Er zijn geen kinderen van Guda en Siegfried bekend. Haar tweede echtgenoot was Thibald van Voeren (ca. 1049-1106), heer van Voeren. Ook met Thibald had Guda voor zover bekend geen kinderen. Als gevolg van het kinderloos blijven van dit huwelijk gingen Thibald's Voerense bezittingen na zijn dood naar zijn neef Arnulf II van Voeren, terwijl rond 1118 Guda's Valkenburgse bezittingen vererfden op haar verwante Oda van Walbeck en derhalve overgingen op haar echtgenoot Gosewijn I. En in 1128 op diens zoon Gosewijn II.

### Leven en dood
Waarschijnlijk woonde Guda met haar gezin op kasteel Genhoes in Oud Valkenburg, dat ouder is dan de hoogteburcht van Valkenburg. Deze werd pas rond 1115 door Gosewijn I gebouwd. Mogelijk vestigde Guda zich later op kasteel Wittem, dat zij eveneens van haar moeder had geërfd en dat zij na haar dood aan de Sint-Jacobsabdij in Luik naliet.
In 1118 trok Guda zich als recluse terug in de Luikse Sint-Jacobsabdij, waar zij zeven jaar later overleed. In een schenkingsakte uit 1119 komt de zinsnede voor "Guda met dominius suus Arnulphus", wat mogelijk inhoudt dat haar schoonzoon Arnold I van Rode toen als zaakwaarnemer optrad.

## Nalatenschap
Guda van Valkenburg kan, samen met haar grootmoeder(?) Irmentrud, gezien worden als de grondleggers van het land van Valkenburg, een heerlijkheid die tot eind 14e eeuw zelfstandig bleef en daarna nog vier eeuwen als onderdeel van de landen van Overmaas een belangrijke rol speelde in het staatkundig bestel van het Maasland.
In de Sint-Jacobskerk in Luik is de 12e-eeuwse grafsteen van Guda bewaard gebleven, deels in de gevel van de klokkentoren ingemetseld.